# Club Baloncesto Tizona
O Club Baloncesto Tizona S.A.D, mais conhecido como (Autocid) Ford Burgos por motivos de patrocinadores, foi um clube profissional de basquete situado na cidade de Burgos, Castela e Leão, Espanha, que disputou a Liga Adecco Ouro. A arena na qual o clube mandou seus jogos foi o Polideportivo El Plantío com capacidade para 2432 espectadores.

## História
O clube foi fundado em 2013 como sucessor do Clube Baloncesto Atapuerca, dissolvido depois de falhar na conquista da promoção à Liga ACB, por não cumprir com os requisitos que a liga exige.
Club Baloncesto Tizona foi o nome do principal time em Burgos durante os anos 70 e anos 80 e foi criada uma S.A.D (espanhol: Sociedad Anónima Deportiva) com intuito de facilitar o ingresso do clube para a elite do basquete espanhol, o objetivo foi alcançado na primeira temporada. Como o antecessor, o clube alcançou a promoção, mas não conseguiu atender os requisitos e disputou novamente a LEB Ouro deixando a possibilidade do Bàsquet Manresa que havia ficado em 17º Lugar na Liga ACB fazer sua manutenção da vaga.

## Uniforme
| Casa | Visitante |

## Temporada por Temporada
| Temporada | Nível | Divisão  | Pos. | Postseason | RS   | PO  |
| --------- | ----- | -------- | ---- | ---------- | ---- | --- |
| 2013–14   | 2     | LEB Ouro | 2    | Promovido  | 19–7 | 8–1 |
| 2014–15   | 2     | LEB Ouro | 1    | Promovido  | 22-6 | -   |

## Ligações Externas
- Sítio da Federação Espanhola de Basquetebol
- Sítio Oficial Ford Burgos